# Xavier Torra

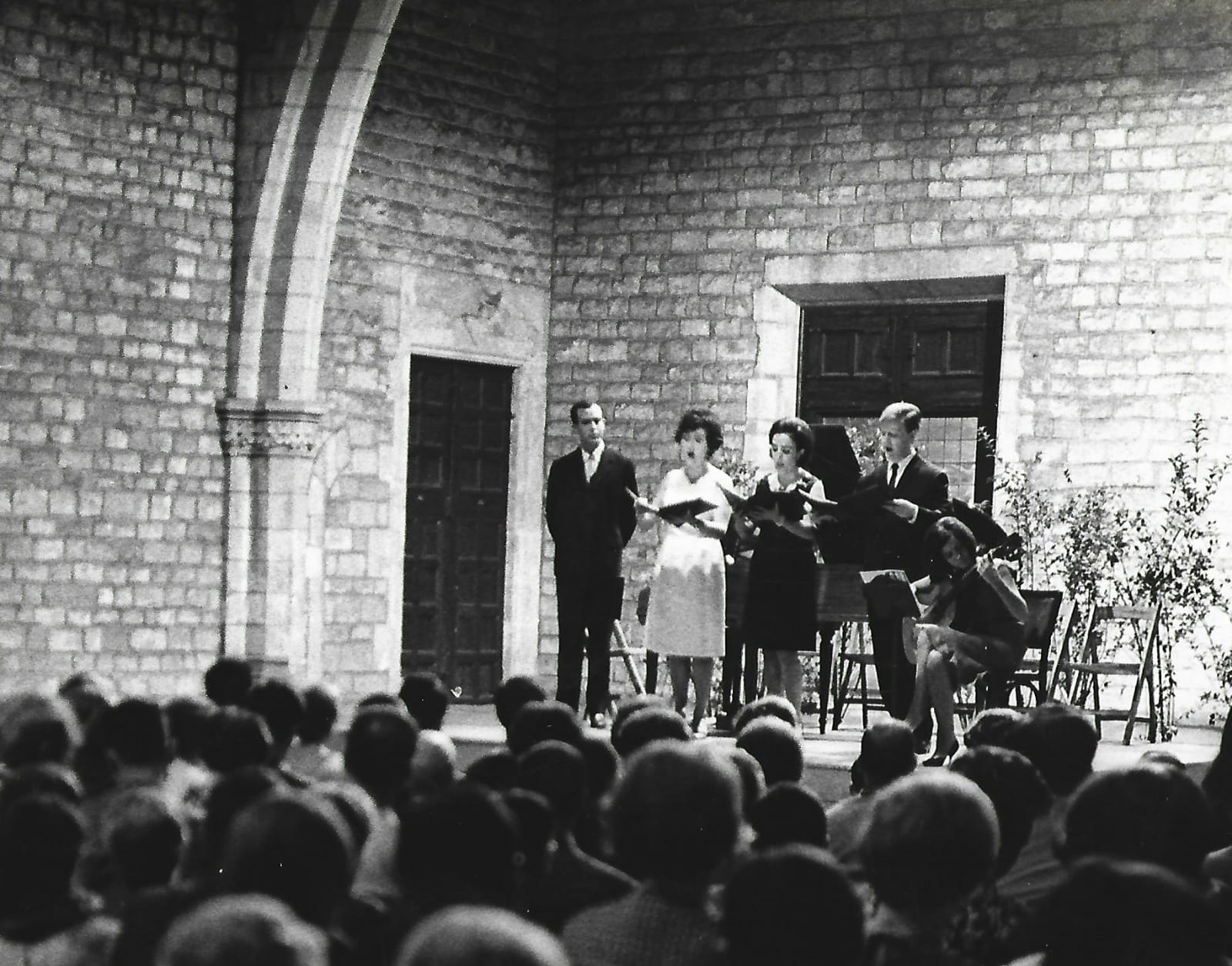
Concert del Quartet Polifònic de Barcelona

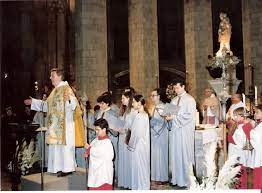
Xavier Torra interpretant el Cant de la Sibil·la

Xavier Torra i Sala (Barcelona, 1931 - Barcelona, 4 de juliol de 2025) va ser un contratenor i tenor català, especialitzat en la interpretació de música antiga.
Va estudiar amb Ireneu Segarra a l'Escolania de Montserrat, en els anys 1940 a 1944, i amb els mestres J. Albareda i J. F. Puig a Barcelona. A més va rebre classes magistrals de Paul von Schilhawsky, L. Egger i Conxita Badia. El 1986, va ser l'artífex de la recuperació de la interpretació del Cant de la Sibil·la a la basílica de Santa Maria del Mar de Barcelona.
Al llarg de la seva carrera professional va rebre diversos premis, com ara el Grand Prix du Disque "Reynaldo Hand" l'any 1967 o el Grand Prix de l’Académie Charles Cross.